# Saint-Ennemond
Saint-Ennemond è un comune francese di 666 abitanti situato nel dipartimento dell'Allier della regione dell'Alvernia-Rodano-Alpi.

## Società

### Evoluzione demografica
Abitanti censiti